# 風のマドリガル
「風のマドリガル」（かぜのマドリガル）は、南野陽子の4枚目のシングル。1986年7月21日にCBS・ソニーからリリースされた。

## 概要
表題曲はフジテレビ系列で放送された自身主演のドラマ『スケバン刑事II 少女鉄仮面伝説』の主題歌として使用された。
歌詞カードの記載によれば、マドリガル（マドリガーレ）の意味はイタリア語で ″短い詩の恋歌″ のこと。
シングル版には特製ステッカーが付属された。
「大瀧詠一作曲の『さらばシベリア鉄道』を彷彿とさせる」と言われたことがあるが、これは南野が初めて自分の小遣いで買ったレコードが大瀧のアルバム『A LONG VACATION』で、その中でも大好きだった『さらばシベリア鉄道』のようなアレンジを希望したためだったという。

## 収録曲
両曲共通　作詞: 湯川れい子／作曲: 井上大輔／編曲: 萩田光雄
1. 風のマドリガル（4:03）
2. ヒロインの伝説（4:41）